# Oxyagrion fernandoi
Oxyagrion fernandoi – gatunek ważki z rodziny łątkowatych (Coenagrionidae).